# Unghváry Ede
Nyeviczkei Unghváry Ede (Szatmárnémeti, 1858. szeptember 19. - Budapest, 1916. december 8.) sztropkói magyar királyi postamester, városi főbíró.

## Élete
Ha vón túró, tokányt főznénk, de nincs liszt.
Szatmárnémetiben végezte iskoláit. Részt vett az 1876-os szerb hadjáratban, amiben megsebesült. Utazott Oroszországban és Romániában és 1877-ben tért vissza. 1880-ban a 43. honvédzászlóaljba sorozták, majd posta- és távirdaszolgálatba lépett. 1892-től sztropkói postamester, 1910-től huszti postamester lett.
1901-ben a sztropkói állami elemi népiskola gondnoksági elnöke lett. A sztropkói társaskörnek, utóbb a magyarosító körnek alapítója és elnöke volt. Huszt és vára monográfiáján is dolgozott, de hirtelen elhunyt, emiatt az kéziratban maradt.
Felesége Schroth Matild volt. Fia Kálmán az első világháborúban harcolt.

## Elismerései
- Arany érdemkereszt

## Művei
1897-től az Adalékok Zemplén vármegye Történetéhez című folyóiratban, napi- és szaklapokban közölt hosszabb-rövidebb történelmi dolgozatokat. Írt a politikai lapokba is és a Pallas Nagy Lexikonának is munkatársa volt.
- 1901 Nehéz az élet. Ungvár (novellagyüjteményen)
- 1912 Sztropkó és várának története. Huszt
- 1897 Adatok Sztropkó mezőváros és várának történetéhez
- 1898 A bukóczhegyi monostor története
- Rafajócz község vázlatos története
- Serédyek Zemplén vármegyében
- Perényi Péter és fia
- Egy éj a krasznibrodi monostorban